# 北陸信越運輸局
北陸信越運輸局（ほくりくしんえつうんゆきょく）は、新潟市にある国土交通省の地方支分部局の一つ。

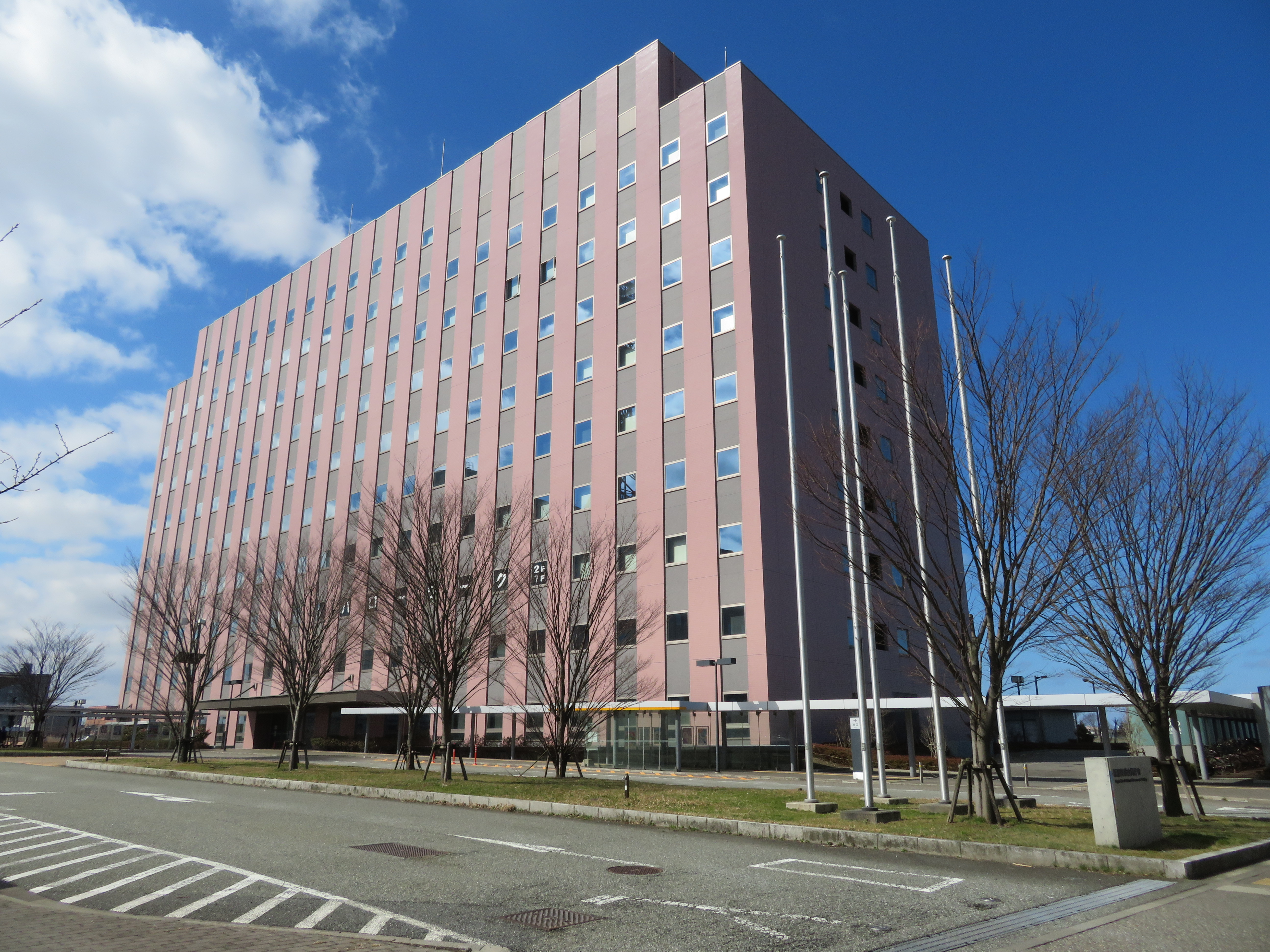
北陸信越運輸局が所在する新潟美咲合同庁舎2号館

運輸・交通に関する業務を行う地方運輸局である。2002年（平成14年）7月1日に発足。
海事部門・陸事部門の両方は新潟県、富山県、石川県を所管区域としており、陸事部門はさらに長野県を所管区域としている。なお、2002年7月発足までは、新潟運輸局として、新潟県、長野県、山形県、秋田県を管轄下に置いていた。また、山形県、秋田県は東北運輸局へ、富山県、石川県は中部運輸局から、それぞれ管轄を移行した。

## 所在地及び組織

### 本庁舎
- 所在地：新潟県新潟市中央区美咲町一丁目2番1号 新潟美咲合同庁舎2号館 5階・6階
- 総務部	
  - 総務課
  - 人事課
  - 会計課
  - 広報対策官
  - 安全防災・危機管理調整官
- 企画観光部 
  - 交通企画課
  - 国際観光課
  - 観光地域振興課
- 交通環境部 
  - 環境課
  - 物流課
  - 消費者行政・情報課
- 鉄道部 
  - 計画課
  - 技術課
  - 安全指導課
  - 索道課
- 自動車交通部 
  - 旅客課
  - 貨物課
  - 自動車監査官
- 自動車技術安全部 
  - 管理課
  - 整備・保安課
  - 技術課
  - 保安・環境調整官
- 海事部	
  - 海事産業課
  - 船員労政課
  - 船舶安全環境課
  - 船員労働環境・海技資格課
  - 運航労務監理官
  - 船舶検査官
  - 船舶測度官
  - 海技試験官
  - 外国船舶監督官
- 北陸信越中央労働委員会

### 出先機関
陸運部門
- 新潟運輸支局（新潟県新潟市中央区）
  - 長岡自動車検査登録事務所（新潟県長岡市）
- 長野運輸支局（長野県長野市）
  - 松本自動車検査登録事務所 （長野県松本市）
- 富山運輸支局本庁舎（富山県富山市） - 富山県全域
- 石川運輸支局本庁舎（石川県金沢市） - 石川県全域

海事部門
- 富山運輸支局伏木庁舎（富山県高岡市：伏木港湾合同庁舎） - 富山県全域
- 石川運輸支局七尾庁舎（石川県七尾市：七尾港湾合同庁舎） - 石川県全域

※ 新潟県、長野県の海事事務は本局海事部直轄。